# نیش (فیلم ۱۹۷۳)
نیش (به انگلیسی: The Sting) (که بعدها حقه یا دام هم ترجمه شد) یک فیلم کمدی-جنایی آمریکایی محصول سال ۱۹۷۳ است که در سپتامبر ۱۹۳۶ اتفاق می‌افتد و در آن دو کلاهبردار حرفه‌ای (با بازی پل نیومن و رابرت ردفورد) نقشه‌ای پیچیده را برای کلاهبرداری از یک رئیس مافیا (با بازی رابرت شاو) اجرا می‌کنند. این فیلم به کارگردانی جورج روی هیل ساخته شده است، که قبلاً نیومن و ردفورد را در فیلم وسترن بوچ کسیدی و ساندنس کید (۱۹۶۹) کارگردانی کرده بود، و فیلمنامه آن را دیوید اس. وارد نوشته است که از کلاهبرداری‌های واقعی برادران فرد و چارلی گاندورف الهام گرفته شده و توسط دیوید مائورر در کتاب خود در سال ۱۹۴۰ با عنوان «کلاهبرداری بزرگ: داستان مرد اعتماد به نفس» مستند شده است.
فیلم در بخش‌های مجزا با استفاده از میان‌نویس‌های قدیمی که توسط هنرمند یاروسلاو «جری» گبر به سبکی یادآور «ستردی ایونینگ پست» کشیده شده است، روایت می‌شود. این فیلم به خاطر استفاده از سبک موسیقی رگتایم، به ویژه ملودی «سرگرم‌ساز» اثر اسکات جاپلین که توسط ماروین هملیش برای فیلم اقتباس شده است، شناخته می‌شود (این ملودی همچنین به عنوان یک تک‌آهنگ از موسیقی متن فیلم منتشر شد و در جدول ده آهنگ برتر قرار گرفت). موفقیت فیلم باعث احیای علاقه به کار جاپلین شد.
نیش که در کریسمس ۱۹۷۳ منتشر شد، یک موفقیت بزرگ انتقادی و تجاری بود و در چهل و ششمین دوره جوایز اسکار بسیار موفق بود و در ده رشته نامزد دریافت جایزه شد و هفت جایزه را از آن خود کرد، از جمله جایزه اسکار بهترین فیلم، بهترین کارگردانی، بهترین تدوین و بهترین فیلمنامه اصلی؛ ردفورد همچنین نامزد جایزه اسکار بهترین بازیگر مرد شد. این فیلم پس از یک سری شکست‌های سینمایی، حرفه نیومن را دوباره احیا کرد. نیش که به عنوان یکی از بهترین فیلمنامه‌های نوشته شده در نظر گرفته می‌شود، در سال ۲۰۰۵ برای نگهداری در فهرست ملی ثبت فیلم ایالات متحده در کتابخانه کنگره به عنوان اثری «از نظر فرهنگی، تاریخی یا زیبایی‌شناختی مهم» انتخاب شد. در سال ۱۹۸۳ دنباله‌ای برای آن با عنوان نیش ۲ ساخته شد.

## داستان فیلم
خلاصه:
جانی هوکر به همراه لوتر کولمن در شهر جولیت، ایلینوی جیب‌بری می‌کردند و پول به‌دست‌آمده را در قمار خرج می‌کردند تا اینکه در یکی از این تلکه کردن‌ها به‌طور اتفاقی پول هنگفتی را از بانکدار معروفی به نام دویل لانِگَن کلاهبرداری می‌کنند. این امر به کشته شدن لوتر می‌انجامد. جانی با همکاری دوست قدیمی لوتر، هنری گندورف که در شیکاگو زندگی می‌کند، سعی در انتقام‌گیری از لانِگن را دارد.
مفصل:
در سال ۱۹۳۶، در بحبوحه رکود بزرگ در ایالات متحده، کلاهبردار جانی هوکر و شرکایش، لوتر کولمن و جو ایری، ۱۱۰۰۰ دلار پول نقد را از یک قربانی ناآگاه در جولیت، ایلینوی، کلاهبرداری می‌کنند. هوکر سهم خود را در یک بازی رولت تقلبی از دست می‌دهد، در حالی که لوتر، با این پول بادآورده، تصمیم به بازنشستگی می‌گیرد. او به هوکر می‌گوید که به دنبال دوست قدیمی‌اش، هنری گاندورف، در شیکاگو بگردد تا «کلاهبرداری بزرگ» را یاد بگیرد. ستوان فاسد پلیس جولیت، ویلیام اسنایدر، هوکر را پیدا می‌کند و فاش می‌کند که هدف آنها یک پیک برای رئیس جنایتکار ایرلندی-آمریکایی، دویل لانِگن، بوده است. افراد لانِگن، لوتر و پیک را به قتل می‌رسانند. هوکر پس از پیدا کردن جسد لوتر، به شیکاگو فرار می‌کند.
هوکر، گاندورف را در حال مستی و پنهان شدن از اف‌بی‌آی پیدا می‌کند که یک چرخ و فلک را اداره می‌کند که پوششی برای یک روسپی‌خانه است و از او کمک می‌خواهد تا لانِگن را زمین بزند. گاندورف که در ابتدا تمایلی ندارد، تسلیم می‌شود و تیمی از کلاهبرداران باتجربه را استخدام می‌کند. آنها تصمیم می‌گیرند یک کلاهبرداری پیچیده و منسوخ شده به نام «سیم» را با استفاده از یک تیم بزرگ برای ایجاد یک دفتر شرط‌بندی جعلی احیا کنند. اسنایدر و افراد لانِگن رد هوکر را تا شیکاگو دنبال می‌کنند؛ گاندورف به هوکر هشدار می‌دهد که اگر هر کدام از آنها او را پیدا کنند، کلاهبرداری باید متوقف شود.
در قطار مجلل قرن بیستم، گاندورف، که خود را به عنوان یک دلال شرط‌بندی شیکاگویی بی‌ادب به نام «شاو» جا زده است، وارد بازی پوکر خصوصی و با مبالغ بالای لانِگن می‌شود و با رفتار زننده‌اش لانِگن را عصبانی می‌کند و سپس ۱۵۰۰۰ دلار از او کلاهبرداری می‌کند. هوکر که خود را به عنوان «کلی» کارمند ناراضی «شاو» جا زده است، برای جمع‌آوری پول و متقاعد کردن لانِگن برای کمک به او در تصاحب عملیات «شاو» فرستاده می‌شود. هوکر به خانه برمی‌گردد و می‌بیند که افراد لانِگن در انتظار او هستند، اما از دست آنها فرار می‌کند؛ گاندورف از این اقدام آنها وحشت‌زده می‌شود، اما هوکر او را متقاعد می‌کند که کلاهبرداری را ادامه دهد.
تعقیب هوکر توسط اسنایدر، توجه مأموران مخفی اف‌بی‌آی به رهبری مأمور پولک را جلب می‌کند، که به اسنایدر دستور می‌دهد هوکر را برای به دام انداختن گاندورف بیاورد. در همین حال، لانِگن که از ناتوانی افرادش در کشتن هوکر برای کلاهبرداری جولیت ناامید شده، دستور می‌دهد که این کار به سالینو، بهترین آدمکش او، سپرده شود. یک چهره مرموز با دستکش‌های چرمی سیاه شروع به دنبال کردن و مشاهده هوکر می‌کند.
«کلی» به لانِگن یک پیشنهاد برای یک شرط‌بندی با ضریب ۷ به ۱ در یک مسابقه اسب‌دوانی می‌دهد که نتیجه می‌دهد. وقتی لانِگن از او جزئیات بیشتری می‌خواهد، او فاش می‌کند که با «لس هارمون» (در واقع کید تویست، کلاهبردار) در دفتر وسترن یونیون شیکاگو، همکاری دارد که به آنها کمک می‌کند تا با برنده شدن در شرط‌بندی‌هایی که روی مسابقات اسب‌دوانی از طریق ارسال پیام‌های دیرهنگام انجام می‌دهند، «شاو» را شکست دهند. لانِگن پس از دریافت نتیجه سه اسب اول مسابقه دیگری متقاعد می‌شود و موافقت می‌کند که یک شرط ۵۰۰ هزار دلاری را برای شکست «شاو» و انتقام گرفتن تأمین کند. کمی بعد، اسنایدر هوکر را دستگیر می‌کند و او را نزد پولک می‌آورد، که هوکر را مجبور می‌کند تا با تهدید به زندانی کردن بیوه لوتر کولمن، به گاندورف خیانت کند.
هوکر که شب قبل از کلاهبرداری احساس افسردگی می‌کند، با پیشخدمت یک رستوران به نام لورتا می‌خوابد. صبح روز بعد، وقتی او در کوچه‌ای به سمت او می‌رود، مرد دستکش سیاه ظاهر می‌شود و او را می‌کشد. این مرد فاش می‌کند که توسط گاندورف برای محافظت از هوکر استخدام شده است و پیشخدمت در واقع سالینو بوده است.
به دستور «هارمون»، لانِگن ۵۰۰ هزار دلار در دفتر «شاو» روی اسبی به نام لاکی دن شرط می‌بندد. با شروع مسابقه، «هارمون» می‌رسد و از شرط لانِگن ابراز شوک می‌کند: وقتی او گفت «آن را قرار دهید» منظورش این بود که اسب «مقام دوم» را کسب خواهد کرد (یعنی دوم شود). لانِگن وحشت‌زده به سمت باجه صندوق می‌رود و پول خود را پس می‌خواهد، در این لحظه پولک، اسنایدر و شش مأمور اف‌بی‌آی به دفتر حمله می‌کنند. پولک به هوکر می‌گوید که او آزاد است؛ گاندورف که از خیانت شوکه شده است، هوکر را می‌کشد. پولک به گاندورف شلیک می‌کند و به اسنایدر دستور می‌دهد لانِگن را که ظاهراً محترم است، از صحنه جنایت دور کند.
با دور شدن لانِگن و اسنایدر، هوکر و گاندورف در میان تشویق و خنده برمی‌خیزند: «پولک» در واقع هیکی است و همراه با دیگر "ماموران اف‌بی‌آی "، در حال اجرای یک کلاهبرداری در داخل کلاهبرداری بوده‌اند تا اسنایدر را منحرف کنند و اطمینان حاصل کنند که لانِگن پول را رها می‌کند بدون اینکه بفهمد که کلاهبرداری شده است. در حالی که کلاهبرداران اتاق را از محتویاتش خالی می‌کنند، هوکر سهم خود را از پول رد می‌کند و ادعا می‌کند که به هر حال آن را از دست می‌دهد و با گاندورف می‌رود.

## بازیگران
- پل نیومن در نقش هنری گاندورف
- رابرت ردفورد در نقش جانی هوکر
- رابرت شاو (بازیگر) در نقش دویل لانِگن
- چارلز دارنینگ در نقش ستوان ویلیام اسنایدر
- ری والستن در نقش جی.جی. سینگلتون
- آیلین برنان در نقش بیلی
- هارولد گلد در نقش کید تویست
- جان هفرنان در نقش ادی نیلز
- دینا الکار در نقش مأمور پولک (اف‌بی‌آی)
- جک کهو در نقش بچه ایری
- دیمیترا آرلیس در نقش لورتا
- رابرت ارل جونز در نقش لوتر کولمن
- جیمز اسلویان در نقش موتولا
- چارلز دیرکوپ در نقش فلوید
- لی پاول در نقش محافظ دوم لانِگن
- سالی کرکلند در نقش کریستال
- اوون لانگ در نقش بنی گارفیلد
- آرچ جانسون در نقش کومبز
- اد بیکی در نقش گرنجر
- برد سالیوان در نقش کول
- جان کوئید در نقش رایلی
- لری دی. مان در نقش کلمنز
- لئونارد بار در نقش لئونارد
- پائولین مایرز در نقش آلوا کولمن
- جو تورناتوره در نقش مرد مسلح با دستکش سیاه
- جک کالینز در نقش دوک بودرو
- تام اسپرتلی در نقش کرلی جکسون
- کنث اوبراین در نقش گریر
- کن سانسوم در نقش مدیر وسترن یونیون
- تا-تانیا در نقش لوییز
- ویلیام «بیلی» بندیکت در نقش جیمی

## تولید

### نویسندگی
فیلمنامه‌نویس، دیوید اس. وارد، در مصاحبه‌ای گفته است که هنگام تحقیق دربارهٔ جیب‌برها، الهام گرفته تا فیلم نیش را بنویسد: «از آنجایی که قبلاً فیلمی دربارهٔ یک کلاهبردار ندیده بودم، گفتم باید این کار را انجام دهم.» دانیل ایگان، منتقد سینما، می‌گوید: «یک نکته کلیدی در طرح‌های مربوط به کلاهبرداران این است که تماشاگران سینما می‌خواهند احساس کنند که در این حقه شرکت دارند. لازم نیست بدانند که یک نقشه چگونه کار می‌کند، و از یک یا دو پیچ و تاب هم بدشان نمی‌آید، اما برای داستان مهم است که شخصیت‌های «خوب» و «بد» به وضوح قابل تشخیص داشته باشد.» یک سال طول کشید تا وارد این جنبه از فیلمنامه را اصلاح کند و بفهمد که چقدر اطلاعات می‌تواند از مخاطب مخفی نگه دارد و در عین حال شخصیت‌های اصلی را جذاب نگه دارد. او همچنین یک انجمن مخفی از دزدان را تصور کرد که برای یک عملیات بزرگ جمع می‌شوند و سپس بعد از آن ناپدید می‌شوند.
سال‌ها بعد، کارگردان راب کوهن تعریف کرد که چگونه فیلمنامه را در انبوه فیلمنامه‌های رد شده پیدا کرد، زمانی که به عنوان خواننده برای مایک مدووی، یک مدیر استودیویی آینده، که در آن زمان یک مأمور بود، کار می‌کرد. او در یادداشت‌های خود نوشت که این «فیلمنامه بزرگ آمریکایی است و … یک فیلم برنده جایزه، با بازیگران بزرگ و کارگردان بزرگ خواهد بود.» مدووی گفت که با این توصیه سعی می‌کند آن را بفروشد و قول داد که اگر نتواند، کوهن را اخراج کند. یونیورسال همان روز بعد از ظهر آن را خرید، و کوهن آن یادداشت‌ها را قاب کرده روی دیوار دفترش نگه می‌دارد.
دیوید مائورر، دانشگاهی، به دلیل سرقت ادبی شکایت کرد و ادعا کرد که فیلمنامه بیش از حد بر اساس کتاب او در سال ۱۹۴۰ با عنوان «کلاهبرداری بزرگ» دربارهٔ کلاهبرداران واقعی، فرد و چارلی گاندورف، نوشته شده است. یونیورسال در خارج از دادگاه با پرداخت ۶۰۰۰۰۰ دلار به توافق رسید، و این وارد را عصبانی کرد، که از این فرض گناه که با توافق خارج از دادگاه برای مصلحت تجاری انجام شده بود، ابراز ناراحتی کرد.
روی هاگینز، نویسنده/تهیه‌کننده، در مصاحبه‌اش در "بایگانی تلویزیون آمریکاً ادعا کرد که نیمه اول نیش از قسمت Shady Deal at Sunny Acres سریال تلویزیونی ماوریک در سال ۱۹۵۸ با بازی جیمز گارنر و جک کلی سرقت ادبی شده است.

## انتخاب بازیگر

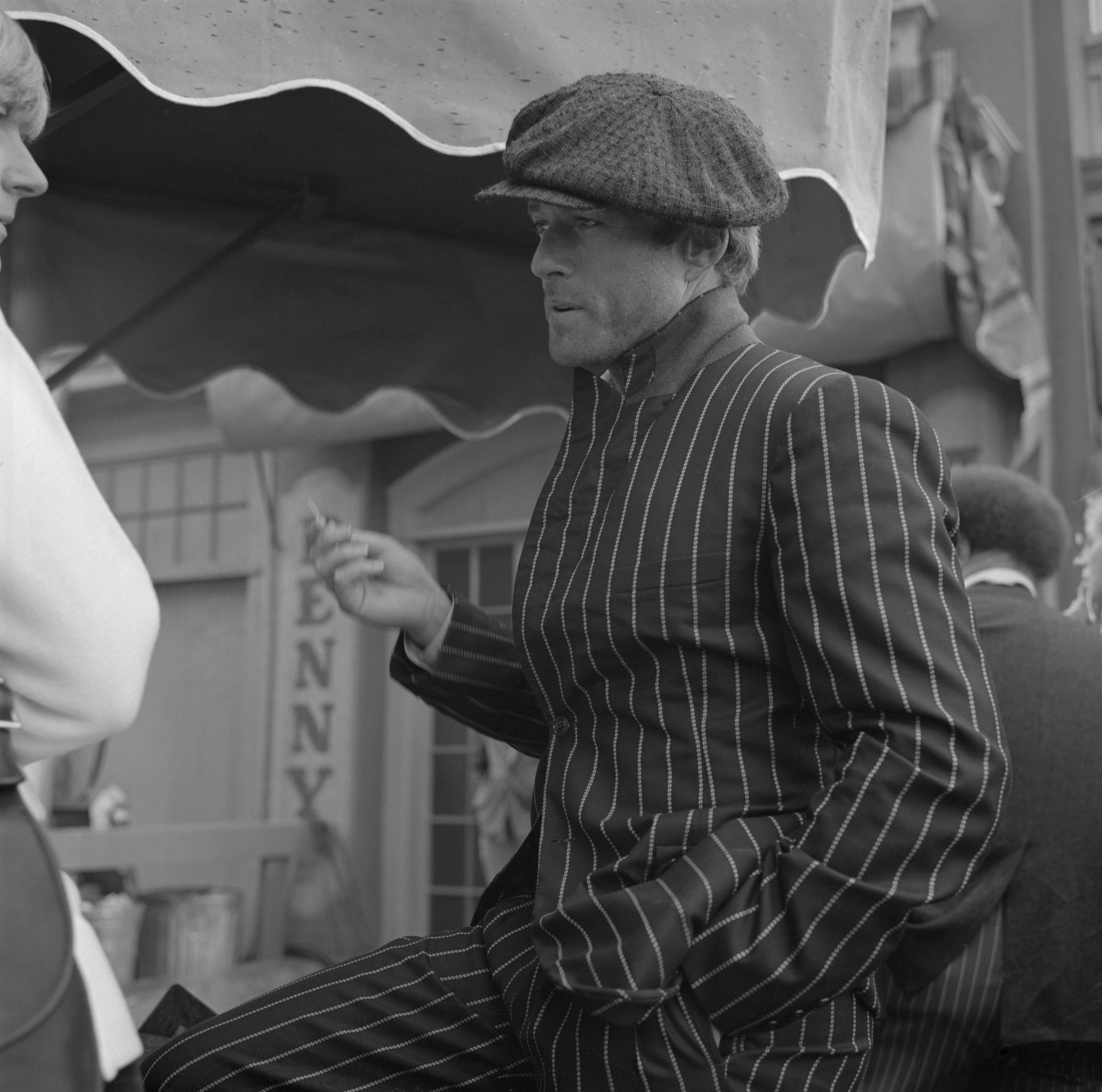
رابرت ردفورد در زمان استراحت بین فیلمبرداری (۱۹۷۳)

به جک نیکلسون نقش اصلی پیشنهاد شد اما او آن را رد کرد. او بعداً گفت: «من به اندازه کافی تیزبینی تجاری داشتم که بدانم نیش یک موفقیت بزرگ خواهد بود، اما در همان زمان «محله چینی‌ها» و «آخرین مأموریت» فیلم‌های جذاب‌تری برای من بودند.»
نیومن پس از اینکه تهیه‌کنندگان موافقت کردند که بالاترین دستمزد، ۵۰۰ هزار دلار و درصدی از سود را به او بدهند، قرارداد فیلم را امضا کرد. پنج فیلم قبلی او در گیشه ناامیدکننده بودند.
در زندگی‌نامه خود در سال ۱۹۹۱ با عنوان «در این شهر دیگر هرگز ناهار نخواهی خورد»، جولیا فیلیپس، تهیه‌کننده، می‌نویسد که هیل می‌خواست ریچارد بون نقش لانِگن را بازی کند. نیومن در کمال خوشحالی او، فیلمنامه را برای رابرت شاو در حین فیلمبرداری «مأمور مکینتاش» در ایرلند فرستاده بود تا از مشارکت او در فیلم اطمینان حاصل کند. کتاب فیلیپس ادعا می‌کند که شاو نامزد جایزه اسکار بهترین بازیگر نقش مکمل مرد نشد زیرا او درخواست کرد که نامش قبل از عنوان ابتدایی فیلم، بعد از نام‌های نیومن و ردفورد بیاید.
لنگیدن شخصیت شاو در فیلم واقعی بود. شاو مدت کوتاهی قبل از شروع فیلمبرداری، در حین بازی هندبال پایش را مجروح کرده بود. کارگردان هیل او را تشویق کرد که به جای کناره‌گیری از پروژه، لنگیدن را در شخصیت خود بگنجاند.

### فیلمبرداری اصلی
هیل می‌خواست که فیلم یادآور فیلم‌های دهه ۱۹۳۰ باشد و برای الهام گرفتن به تماشای فیلم‌های آن دهه پرداخت. او متوجه شد که اکثر فیلم‌های گانگستری دهه ۳۰ سیاهی‌لشکر نداشتند. کتاب اندرو هورتون با عنوان «فیلم‌های جرج روی هیل»، به نقل از هیل می‌گوید: «در آن فیلم‌ها در صحنه‌های خیابانی از سیاهی‌لشکر استفاده نمی‌شد: جیمز کاگنی در خیابان خالی هدف گلوله قرار می‌گرفت و می‌مرد؛ بنابراین من عمداً از سیاهی‌لشکر استفاده نکردم.»
هیل به همراه هنری بامستد، طراح هنری، و رابرت ال. سرتیس، فیلمبردار، یک طرح رنگی از قهوه‌ای‌ها و قرمزهای تیره برای فیلم و یک طراحی نورپردازی که نورپردازی قدیمی به سبک دهه ۱۹۳۰ را با برخی ترفندهای مدرن ترکیب می‌کرد، ابداع کردند تا به ظاهر بصری مورد نظر خود دست یابند. ادیت هد، طراح لباس، لباس‌های شیک دوره‌ای برای بازیگران طراحی کرد و یاروسلاو گبر، کارت‌های عنوان را برای معرفی هر بخش از فیلم ایجاد کرد که یادآور درخشش طلایی تصاویر قدیمی ستردی ایونینگ پست، یک نشریه محبوب دهه ۱۹۳۰، بود.

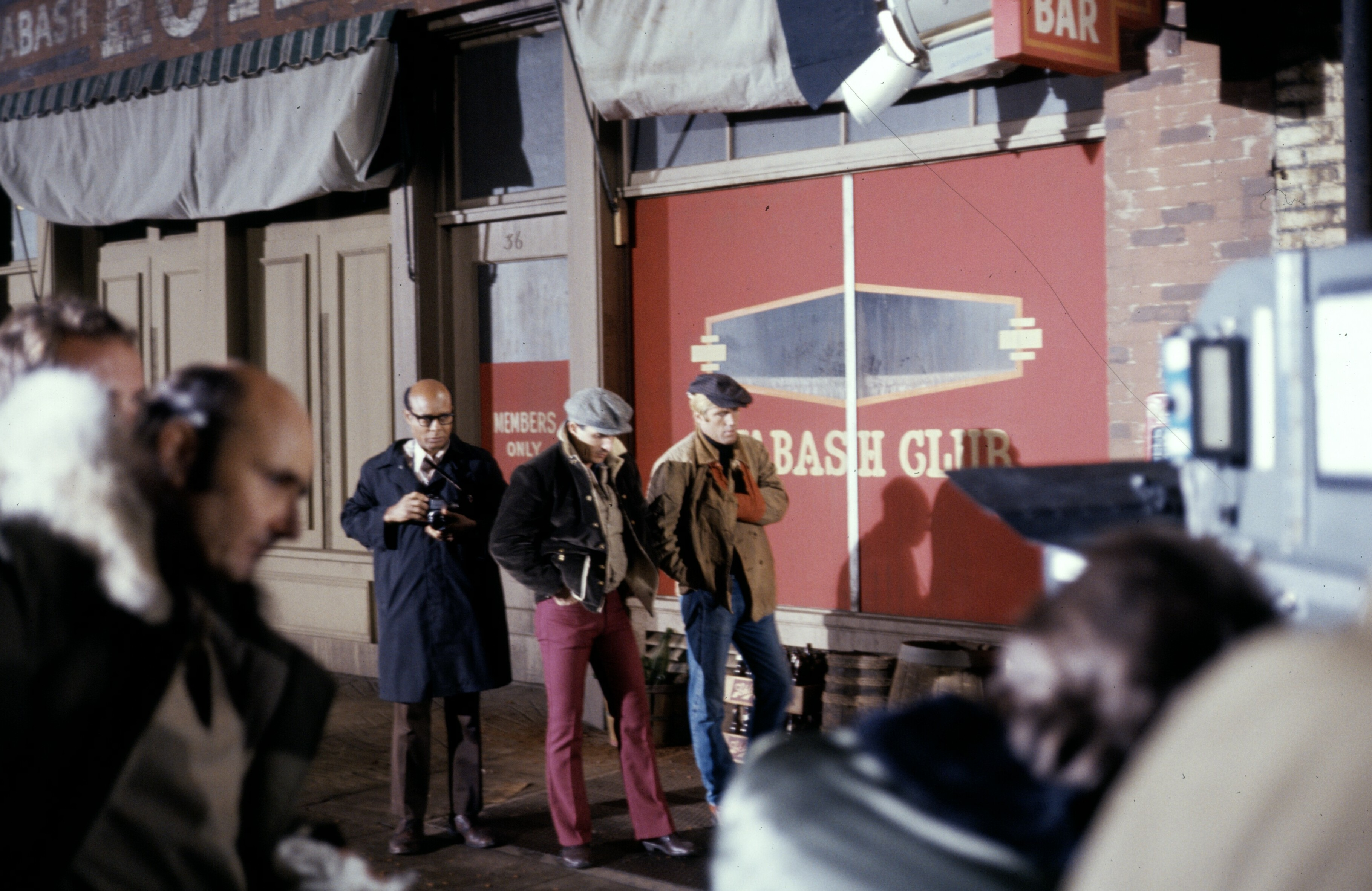
فیلمبرداری در محل در پاسادینا، کالیفرنیا. از بدل‌ها برای تنظیم صحنه استفاده می‌شود.

این فیلم در یونیورسال استودیوز هالیوود فیلمبرداری شد، چند صحنه کوچک در ویلینگ، ویرجینیای غربی، برخی صحنه‌ها در چرخ و فلک اسکله سانتا مونیکا در جنوب کالیفرنیا، و در شیکاگو در ایستگاه یونیون و ایستگاه خیابان لاسال سابق فیلمبرداری شد. تونی بیل، یکی از تهیه‌کنندگان و علاقه‌مند به ماشین‌های قدیمی، به جمع‌آوری چندین ماشین قدیمی برای استفاده در فیلم کمک کرد. یکی از آنها لیموزین پیرس-ارو موتورز مدل ۱۹۳۵ خودش بود که به عنوان ماشین شخصی لانِگن استفاده می‌شد.

## بازخورد

### گیشه
این فیلم در سال ۱۹۷۳ و اوایل ۱۹۷۴ با فروش ۱۵۶ میلیون دلاری در ایالات متحده و کانادا به یک موفقیت بزرگ در گیشه تبدیل شد. تا اوت ۲۰۱۸، این فیلم بیستمین فیلم پرفروش در ایالات متحده با در نظر گرفتن تورم قیمت بلیت است. در سطح بین‌المللی، این فیلم ۱۰۱ میلیون دلار فروش داشت و در مجموع ۲۵۷ میلیون دلار در سراسر جهان فروش کرد.

### واکنش نقادان
راجر ایبرت به فیلم چهار ستاره از چهار ستاره داد و آن را «یکی از شیک‌ترین فیلم‌های سال» نامید. جین سیسکل سه و نیم ستاره از چهار ستاره به فیلم داد و آن را «یک فیلم سینمایی که مشخصاً با عشق و دقت در هر مرحله از مسیر ساخته شده است» نامید. وینسنت کنبی از نیویورک تایمز نوشت که این فیلم "آنقدر خوش‌طینت و آشکارا از هر کاری که انجام می‌دهد، حتی تقلب‌های زیبا و ماهرانه‌اش، آگاه است که من تصمیم می‌گیرم با آن همراه شوم. آدم تلاش‌های بی‌امانش برای جذابیت را می‌بخشد، فقط به این دلیل که خود نیش نوعی بازی فریبنده است، عاری از آرزوهای شاعرانه‌ای که بوچ کسیدی و ساندنس کید را سنگین می‌کرد." ورایتی نوشت: «کارگردانی برجسته جرج روی هیل از داستان چند لایه فریب و پایان غافلگیرکننده دیوید اس. وارد، هم مخاطبان عام و هم خاص را خوشحال خواهد کرد. ارزش‌های تولید بسیار زیبا و بازیگران مکمل عالی، این فضایل را تکمیل می‌کنند.» کوین توماس از لس آنجلس تایمز آن را «یک لذت ناب، نوعی فیلم سرگرمی خالص که به دلیل کمیاب شدن بسیار مورد استقبال قرار می‌گیرد» نامید. جان سیمون نوشت که نیش به عنوان یک کمدی-تریلر «دوست داشتنی و بدون هیچ مشکلی کار می‌کند».
پالین کیل از نیویورکر کمتر مشتاق بود و نوشت که این فیلم «قرار است یک سرگرمی جذاب و شیطنت آمیز باشد، و اینگونه است که بیشتر مخاطبان آن را می‌پذیرند، اما من آن را از نظر بصری تنگنا و کاملاً مکانیکی یافتم. بخش به بخش به صورت خزنده ادامه می‌یابد و روح خوبی ندارد.»
در سال ۲۰۰۵، این فیلم برای نگهداری در فهرست ملی ثبت فیلم ایالات متحده توسط کتابخانه کنگره به عنوان «از نظر فرهنگی، تاریخی یا زیبایی شناختی مهم» انتخاب شد. انجمن نویسندگان آمریکا فیلم‌نامه را در رتبه ۳۹ فهرست ۱۰۱ فیلمنامه برتر تاریخ قرار داد. در راتن تومیتوز، نیش دارای امتیاز ۹۲٪ از ۱۰۱ بررسی، با میانگین امتیاز ۸٫۳/۱۰ است. در اجماع انتقادی این سایت آمده است: «پل نیومن، رابرت ردفورد و کارگردان جرج روی هیل ثابت می‌کنند که جذابیت، طنز و چند پیچ و خم جذاب می‌توانند یک فیلم عالی را بسازند.» در متاکریتیک، این فیلم بر اساس ۱۷ منتقد، میانگین وزنی امتیاز ۸۳ از ۱۰۰ را دارد که نشان‌دهنده «تحسین جهانی» است.

## جوایز
- برنده جایزه اسکار بهترین کارگردان
- برنده جایزه اسکار بهترین فیلمنامه
- برنده جایزه اسکار بهترین طراحی لباس
- برنده جایزه اسکار بهترین فیلم
- برنده جایزه اسکار بهترین ویرایش فیلم
- برنده جایزه اسکار بهترین موسیقی فیلم
- برنده جایزه اسکار بهترین کارگردان هنری
- نامزد جایزه اسکار بهترین بازیگر نقش اول مرد
- نامزد جایزه اسکار بهترین فیلمبرداری
- نامزد جایزه اسکار بهترین صدابرداری
- نامزد جایزه اسکار بهترین فیلمنامه

## اقتباس‌ها

### تئاتر
مارک هولمن و گرگ کوتیس (موسیقی و شعر)، نویسنده باب مارتین، و کارگردان جان راندو یک نسخه موزیکال از فیلم با نام نیش خلق کردند. این موزیکال اولین بار در تئاتر پیپر میل در ملبورن، نیوجرسی در ۲۹ مارس ۲۰۱۸ به نمایش درآمد. نقش هنری گاندورف را هری کانیک جونیور بازی کرد و وارن کارلایل طراح رقص آن بود. این موزیکال صحنه‌ای شامل موسیقی جاپلین، از جمله سرگرم‌ساز است.

### رمان
رابرت وِوِرکا فیلم را بر اساس فیلمنامه دیوید اس. وارد به یک رمان کامل با عنوان نیش (۱۹۷۴) اقتباس کرد.

### رسانه خانگی
این فیلم در سال ۲۰۰۰ توسط سرگرمی خانگی سونی پیکچرز بر روی دی‌وی‌دی منتشر شد. برونو مک‌دونالد برای اوکی! با اشتیاق گفت: «اگر پل نیومن واقعاً بازنشسته شود، می‌تواند سال‌های صندلی گهواره‌ای خود را با احساس غرور در مورد این فیلم بگذراند. داستان چیز مهمی نیست: چیزی که آن را می‌سازد موسیقی متن عجیب و غریب، دیالوگ‌های زیرکانه و دو سوپراستار در اوج سوپراستاری خود هستند.»
یک دی‌وی‌دی لوکس - نیش: نسخه ویژه (بخشی از مجموعه Universal Legacy) - در سپتامبر ۲۰۰۵ منتشر شد. ویژگی «ساخت» آن، هنر نیش، شامل مصاحبه‌هایی با بازیگران و عوامل بود.
این فیلم در سال ۲۰۱۲ به عنوان بخشی از انتشارات صدمین سالگرد یونیورسال بر روی دیسک بلوری منتشر شد.
The Sting در ۱۸ مه ۲۰۲۱ بر روی اولترا اچ‌دی بلوری منتشر شد.